# Брюховская
Брюховская — деревня в Вельском районе Архангельской области. Входит в состав Муниципального образования «Благовещенское».

## География
Деревня расположена в 58 километрах на север от города Вельска, между реками Устья и Вага, близ озера Воскресенского. Ближайшие населённые пункты: на юге деревня Заручевье и село Воскресенское, на севере нежилая деревня Чурковская.
Часовой пояс
Брюховская, как и вся Архангельская область, находится в часовой зоне МСК (московское время). Смещение применяемого времени относительно UTC составляет +3:00.

## Население
| 2002 | 2010 | 2012 | 2014 |
| ---- | ---- | ---- | ---- |
| 10   | ↘7   | ↗9   | ↗12  |

## История
Указана в «Списке населённых мест по сведениям 1859 года» в составе Шенкурского уезда Архангельской губернии под номером «1994» как «Брюховская». Насчитывала 6 дворов, 29 жителей мужского пола и 38 женского.
В «Списке населенных мест Архангельской губернии на 1 мая 1922 года» в деревне уже 12 дворов, 46 мужчин и 48 женщин..